# لیبرالیسم در ایران
لیبرالیسم در ایران یا لیبرالیسم ایرانی یک ایدئولوژی سیاسی است که در سده بیستم میلادی شکل گرفت.

## لیبرالیسم ایرانی در سال‌های ۱۹۰۰–۱۹۷۹

### جمعیت ترقی‌خواهان ایران
حزب جمعیت ترقی‌خواهان ایران در دوره مشروطیت و در دوره دوم مجلس در سال‌های ۱۹۰۹ تا ۱۹۱۱، حامی توسعه استان‌های جنوبی ایران بود و دارای اعضایی در مجلس بود که استان‌های جنوبی را نمایندگانی می‌کردند. آنها در زمینه‌هایی مانند ساخت بیمارستان و آموزش زنان فعالیت می‌کردند و زبان فارسی را «زبان رسمی و علمی» ایران می‌دانستند. این حزب لیبرال اسلامی، ملی‌گرا، مشروطه خواه و ضد امپریالیستی بود.
روزنامه این حزب به نام جنوب در تهران چاپ می‌شد و معمولاً از بختیاری‌ها انتقاد می‌کرد و عقیده داشت که دولت ایران اهمیت منطقه خلیج فارس را نمی‌فهمد. این روزنامه از دموکراسی و حقوق مدنی دفاع می‌کرد و مطالبی مانند «سطح پیشرفت هر ملتی در درجه آزادی بیان و مطبوعات آن نمادین است» یا این که انتخابات تنها وسیله برای اعمال حاکمیت مردمی و محافظت از تمامیت ارضی و منافع ملی است را چاپ می‌کرد.
این حزب از نظر تعداد کم و ناچیز بود، اما به برقراری توازن قدرت در مجلس دوم کمک کرد و با حزب اجتماعیون اعتدالیون و حزب اتفاق و ترقی علیه حزب دموکرات متحد شد.

### حزب تجدد
طی دهه ۱۹۲۰، حزب سکولار تجدد یا حزب مدرنیته توسط اصلاح طلبان جوان تحصیل کرده در غرب تشکیل شد، این حزب عمدتاً توسط علی اکبر داور، محمد تدین و عبدالحسین تیمورتاش سازماندهی شد و توسط سیاستمداران سابق حزب دموکرات که اعتماد خود را به توده‌ها از دست داده بودند، رهبری می‌شد. برخلاف حزب سوسیالیست که توسط دموکرات‌های سابق رهبری می‌شد و هنوز امید به بسیج طبقات پایین داشتند. بسیاری از پیشکسوتان مشروطه خواه از جمله محمدعلی فروغی، مستوفی الممالک، حسن تقی‌زاده، محمدتقی بهار و ابراهیم حکیمی با این حزب در ارتباط بودند. این حزب همچنین دارای گرایش‌های لیبرالیستی و ملی‌گرایانه بود و از رضاشاه حمایت می‌کرد و با در دست داشتن اکثریت مجلس به او کمک کرد تا شاه جدید ایران شود.
مواضع‌نامه این حزب بر اساس جدایی دین و سیاست، ایجاد یک ارتش قوی، یک سیستم اداری کارآمد، برای پایان دادن به نابسامانی‌های اقتصادی، صنعتی کردن ایران، توسعه سیستم مالیات بر درآمد، امکانات آموزشی برای عموم از جمله زنان، فرصتهای شکوفایی استعدادها و ارتقا زبان فارسی به جای زبانهای محلی.

### جبهه ملی ایران

محمد مصدق

حزب جبهه ملی ایران که در سال ۱۹۴۹ توسط محمد مصدق بنا نهاده شد، قدیمی‌ترین و بزرگترین گروه خواهان دموکراسی در ایران است. اوایل دهه ۱۹۵۰ نقطه عطف این حزب بود. این حزب در اثر اختلاف بین عناصر سکولار و مذهبی در دهه ۱۹۶۰ تجزیه و با گذشت زمان به جناح‌های مختلف تبدیل شد، این حزب به تدریج به سازمان اصلی لیبرال‌های سکولار تبدیل شد و پایبند به لیبرال دموکراسی و سوسیال دموکراسی بود. در بحبوحه انقلاب ایران، این حزب از جایگزینی سلطنت با جمهوری اسلامی حمایت کرد و نماد اصلی گرایش «ملی‌گرایانه» در سال‌های اولیه حکومت پس از انقلاب بود. با وجود حمایت‌های این حزب از انقلاب، در ژوئیه ۱۹۸۱ در داخل ایران ممنوع شد. این حزب اگرچه رسماً غیرقانونی است ولی همچنان در داخل ایران فعال است.
اعضای برجسته حزب عبارتند از محمد مصدق (رهبر حزب در طی سالهای ۱۹۴۹–۱۹۶۰)، الله‌یار صالح (رهبر طی سال‌های ۱۹۶۰–۱۹۶۴)، کریم سنجابی (رهبر طی ۱۹۶۷–۱۹۸۸)، ادیب برومند (رهبر طی سال‌های ۱۹۹۳ تا ۲۰۱۷) و داوود هرمیداس باوند (سخنگوی فعلی).
محمد مصدق از سال ۱۹۵۱ تا سال ۱۹۵۳ نخست‌وزیر ایران بود و سرانجام با کودتای ۲۸ مرداد با کمک آژانس اطلاعات مرکزی ایالات متحده و سرویس اطلاعات مخفی انگلستان سرنگون شد، دولت وی طیف وسیعی از اصلاحات اجتماعی و سیاسی مترقی مانند امنیت اجتماعی و اصلاحات ارضی، از جمله مالیات بر اجاره زمین را انجام داد ولی برجسته‌ترین سیاست دولت وی ملی شدن صنعت نفت ایران بود که از سال ۱۹۱۳ از طریق شرکت نفتایران و انگلیس (بعداً بریتیش پترولیوم و بی‌پی) توسط انگلیس کنترل می‌شد.
بسیاری از ایرانیان مصدق را قهرمان سکولار دموکراسی و مقاومت در برابر سلطه بیگانگان در تاریخ معاصر ایران می‌دانند. مصدق با کودتایی در ۱۹ اوت ۱۹۵۳، که سازمان سیا به درخواست سازمان اطلاعات مخفی بریتانیا سازماندهی و اجرا کرد، سرنگون شد و ژنرال ایرانی فضل‌الله زاهدی را جانشین او کردند. این کودتا در کشورهای غربی با عنوان عملیات آژاکس و در ایران با عنوان کودتای ۲۸ مرداد شناخته می‌شود.

### حزب ایران
حزب ایران که در سال ۱۹۴۹ تأسیس شد، ستون فقرات جبهه ملی و سازمان پیشرو ملی‌گرایی ایرانی است. این مؤسسه که بیشتر توسط تکنوکرات‌های تحصیل کرده اروپایی تأسیس شده، خواهان "شکلی ضعیف از سوسیالیسم فرانسه " (یعنی "الگوی خود را حزب سوسیالیست میانه رو فرانسه" می‌داند) است و سوسیال دموکراسی، ناسیونالیسم لیبرال و سکولاریسم را ترویج می‌کند. و سوسیالیسم در این حزب به فابیانیسم شباهت بیشتری دارد تا سوسیالیسم علمی کارل مارکس. تمرکز این حزب بر سوسیالیسم لیبرال و اصول سوسیالیسم دمکراتیک، آن را کاملاً از احزاب چپ‌گرای خالص متمایز ساخته و در بحث حقوق کارگر چندان دخالت نمی‌کند. هسته اصلی حزب ایران اعضای انجمن مهندسان ایران بودند. در انتخابات مجلس شورای ملی (۱۳۲۲)، پنج نفر از رهبران این حزب از جمله رضازاده شفق، غلامعلی فریور، احد الحمید زنگنه، حسین معاون و عبدالله معظمی به مجلس راه یافتند، این حزب به مصدق کمک کرد تا جبهه ملی را تأسیس کند، صنعت نفت را ملی کند و به قدرت برسد. برخی از اعضای حزب در زمان نخست‌وزیری محمد مصدق منصب دولتی داشتند. در دهه ۱۹۵۰، این حزب توسط کریم سنجابی و الله‌یار صالح رهبری می‌شد. این حزب به خاطر اتحاد با حزب توده ایران به دنبال کودتای ۲۸ مرداد در سال ۱۹۵۳ سرکوب و در سال ۱۹۵۷ غیرقانونی اعلام شد. حزب ایران در سال ۱۹۶۰ احیا شد. از فعالیتهای حزب بین سالهای ۱۹۶۴ و اواسط دهه ۱۹۷۰ اطلاعات زیادی در دست نیست به جز برخی جلسات نامنظم و تبادل نظرات. حزب ایران در سال ۱۹۷۷، همراه با جامعه سوسیالیست‌های نهضت ملی ایران و حزب ملت ایران، جبهه ملی ایران را احیا کرد و خواستار بازگشت روح‌الله خمینی به ایران شد. در اوایل سال ۱۹۷۹، دبیرکل وقت حزب، شاپور بختیار به عنوان آخرین نخست‌وزیر توسط شاه منصوب شد و دو عضو حزب ایران را در کابینه خود گنجاند. با این حال حزب پذیرش پست نخست‌وزیری توسط وی را تقبیح و او را اخراج کرد و «خیانتکار» خواند. این حزب پس از سال ۱۹۷۹ نقش مهمی در صحنه سیاسی ایران بازی نکرد و علی‌رغم حمایت از انقلاب اسلامی، خیلی زود ممنوع اعلام شد.

### حزب مردم
در دوره پهلوی در ۱۶ مه ۱۹۵۷ تأسیس شد، حزب مردم یکی از دو حزب اصلی ایران بود. در آن زمان شاه تلاش می‌کرد یک نظام دوحزبی ایجاد کند. ظاهراً حزب مردم در مقابل حزب ایران نوین بود. این حزب در سال ۱۹۷۵ منحل شد تا در حزب تازه تأسیس رستاخیز ادغام شود، حزب رستاخیز تنها حزب قانونی آن زمان بود زیرا حکومت برای ایجاد یک نظام تک‌حزبی تلاش می‌کرد.

### نهضت آزادی ایران

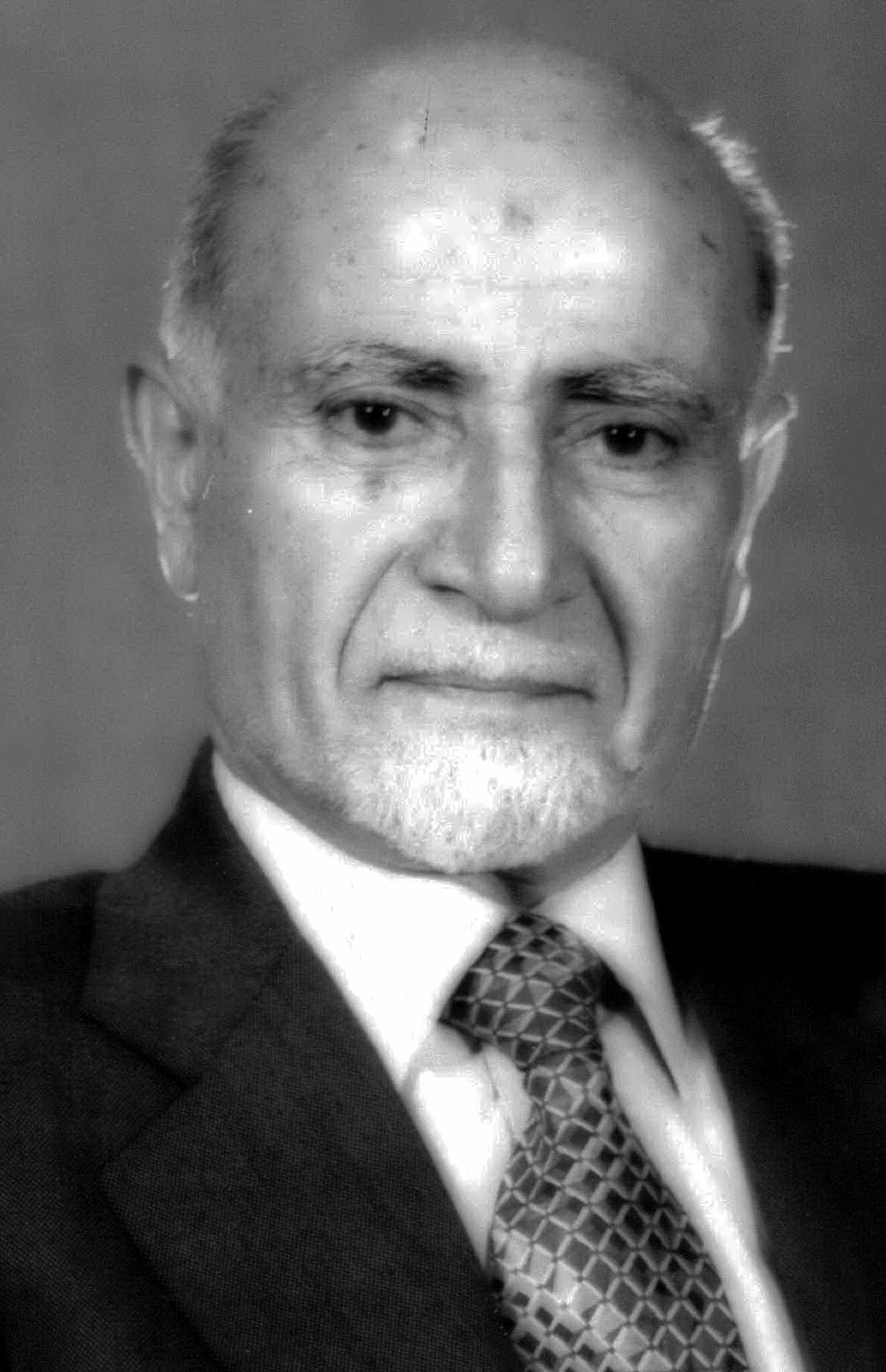
مهدی بازرگان

نهضت آزادی ایران که در سال ۱۹۶۱ تأسیس شد، یک سازمان سیاسی دموکراسی‌خواه ایرانی است، اعضای آن خود را مسلمان، ایرانی، مشروطه‌خواه و طرفدار محمد مصدق توصیف می‌کنند. این حزب با پشتیبانی مصدق با مواضع‌نامه دفاع از حاکمیت ملی، آزادی فعالیت سیاسی و بیان، عدالت اجتماعی تحت اسلام، احترام برای قانون اساسی ایران، اعلامیه جهانی حقوق بشر و منشور ملل متحد تأسیس شد. این حزب به جدایی دین از دولت باور دارد ولی همزمان باور دارد فعالیت سیاسی باید با ارزش‌های دینی هدایت شود. ایدئولوژی‌های این حزب ناسیونالیسم ایرانی، دموکراسی اسلامی، لیبرالیسم اسلامی و مشروطیت است.
علی‌رغم ممنوع بودن در ایران، این گروه به حیات خود ادامه می‌دهد. این سازمان می‌پذیرد که علی‌رغم عدم پذیرش ولایت فقیه اسلامی، از قانون اساسی جمهوری اسلامی ایران پیروی کند. این حزب به عنوان یک حزب نیمه‌مخالف یا مخالف وفادار به جمهوری اسلامی ایران است. اعضای این سازمان ارتباط تنگاتنگی با شورای فعالان مذهبی ملی‌گرایان ایران دارند.
اعضای برجسته آن مهدی بازرگان، ابراهیم یزدی، مصطفی چمران، صادق قطب‌زاده و علی شریعتی هستند.
مهدی بازرگان (۱ سپتامبر ۱۹۰۷–۲۰ ژانویه ۱۹۹۵)، رئیس دولت موقت ایران بود. او را به عنوان اولین نخست‌وزیر ایران پس از انقلاب ایران در سال ۱۹۷۹ می‌شناسند. وی در اعتراض به تسخیر سفارت آمریکا و اعتراف به عدم موفقیت دولت خود در جلوگیری از آن، در نوامبر ۱۹۷۹ از سمت خود به عنوان نخست‌وزیر استعفا داد. وی رئیس اولین گروه مهندسی دانشگاه تهران بود.
بازرگان در ردیف اندیشمندان مدرن مسلمان و به عنوان نماینده تفکر لیبرال-دموکراسی اسلامی شناخته می‌شود. بلافاصله پس از انقلاب، بازرگان جناحی را رهبری کرد که مخالف شورای انقلاب تحت سلطه حزب جمهوری اسلامی و شخصیت‌هایی مانند سید محمد بهشتی بود. وی با جنگ ایران و عراق و دخالت روحانیون در همه ابعاد سیاست، اقتصاد و جامعه مخالفت کرد. در نتیجه، او با نارضایتی و مخالفت مبارزان و انقلابیون جوان در داخل ایران روبرو شد.

## لیبرالیسم در جمهوری اسلامی: ۱۹۷۹ تاکنون

### جبهه دموکراتیک ملی ایران
در طول انقلاب ایران در سال ۱۹۷۹ که حکومت محمدرضا پهلوی را سرنگون کرد، جبهه دموکراتیک ملی ایران توسط هدایت الله متین دفتری، نوه محمد مصدق و فرزند احمد متین دفتری، تأسیس شد. این حزب در مدت کوتاهی توسط حکومت اسلامی ممنوع شد. با وجود عمر کوتاه، این حزب یکی از سه جنبش اصلی در آن زمان در ایران بود.
این حزب "بر آزادی‌های سیاسی، حقوق فردی، دسترسی همه گروه‌های سیاسی به رسانه‌های رادیویی، مهار سپاه پاسداران، دادگاه‌های انقلاب و کمیته‌های انقلابی تأکید می‌کرد. برنامه‌های اقتصادی آن منافع "توده مردم" را اصل قرار می‌داد، و از "سیستم مدیریت غیرمتمرکز مبتنی بر شوراهای محلی انتخاب شده توسط مردم" حمایت می‌کرد.
این حزب همراه با فدایان و برخی گروه‌های کرد رفراندوم ۱۲ فروردین را تحریم کرد. در بحث پیرامون قانون اساسی جدید جمهوری اسلامی ایران، این حزب از دموکراسی پارلمانی با حقوق برابر برای زنان، تصویب اعلامیه جهانی حقوق بشر و اختیارات محدود ریاست جمهوری حمایت کرد، این حزب همراه با جبهه ملی «به دلیل نگرانی از آزادی انتخابات و کنترل کامل دولت بر رسانه‌ها» اعلام کردند که انتخابات مجلس خبرگان قانون اساسی، را تحریم خواهند کرد.

### حزب کارگزاران سازندگی
حزب کارگزاران سازندگی در سال ۱۹۹۶ توسط ۱۶ نفر از اعضای کابینه اکبر هاشمی رفسنجانی رئیس‌جمهور وقت تأسیس شد. این حزب عضوی از شورای هماهنگی جبهه اصلاحات است.
از نظر اقتصادی، این حزب از بازارهای آزاد و صنعتی حمایت می‌کند. با تأکید زیاد بر پیشرفت و توسعه. ایدئولوژی‌های این حزب اصلاح طلبی، عمل گرایی، تکنوکراسی و لیبرال دموکراسی است. این دیدگاه وجود دارد که آزادی اقتصادی اساساً با آزادی فرهنگی و سیاسی مرتبط است، اما نباید اجازه داد که با توسعه در تعارض باشد. این حزب به دو جناح تقسیم شد، جناح محافظه کارتر "جناح کرمانی " است به رهبری محمد هاشمی رفسنجانی و حسین مرعشی و جناح لیبرال تر "جناح اصفهانی " به رهبری محمد عطریانفر و غلامحسین کرباسچی.

## لیبرالیسم دانشگاهی در ایران

### دانشجویان و دانش‌آموختگان لیبرال ایران
تاریخچهٔ پیدایش این گروه به اوایل دهه ۸۰ باز می‌گردد که تعدادی از فعالان دانشجویی پردیس دانشکده‌های فنی دانشگاه تهران، حلقه‌ای مطالعاتی را شکل دادند. بعدها و در سال ۱۳۸۴، از دل این حلقه مطالعاتی، گروه دانشجویان و دانش‌آموختگان لیبرال، با هدف توسعه و تبیین دیدگاه‌های لیبرالی منطبق با جامعه ایران در دانشگاه تهران تشکیل شد و در ادامه دانشجویانی از سایر دانشگاه‌های ایران به عضویت آن درآمدند و نهاد دانشجویان و دانش‌آموختگان لیبرال ایران ایجاد شد. سعید قاسمی نژاد از بنیانگذاران این گروه است. در حال حاضر امیرحسین اعتمادی دبیرکلی «گروه دانشجویان و دانش‌آموختگان لیبرال ایران» را بر عهده دارد. دیگر اعضای این مجموعه از فعالین دانشجویی و زندانیان سیاسی هستند. تارنمای خبری بامداد خبر، ارگان دانشجویان و دانش آموختگان لیبرال ایران است که علاوه بر انتشار اخبار، بیانیه‌ها، یادداشتها و مصاحبه‌های مربوط به این گروه اخبار مربوط به ایران و جهان را در زمینه‌های مختلف سیاسی، اقتصادی، هنر و ادبیات، جامعه و فرهنگ، دانشگاه و حقوق بشر پوشش می‌دهد. در انتخابات ریاست جمهوری دهم، گروه دانشجویان و دانش‌آموختگان لیبرال ایران، با صدور بیانیه‌ای، به‌طور رسمی به حمایت از مهدی کروبی پرداخت.

## حقوق زنان

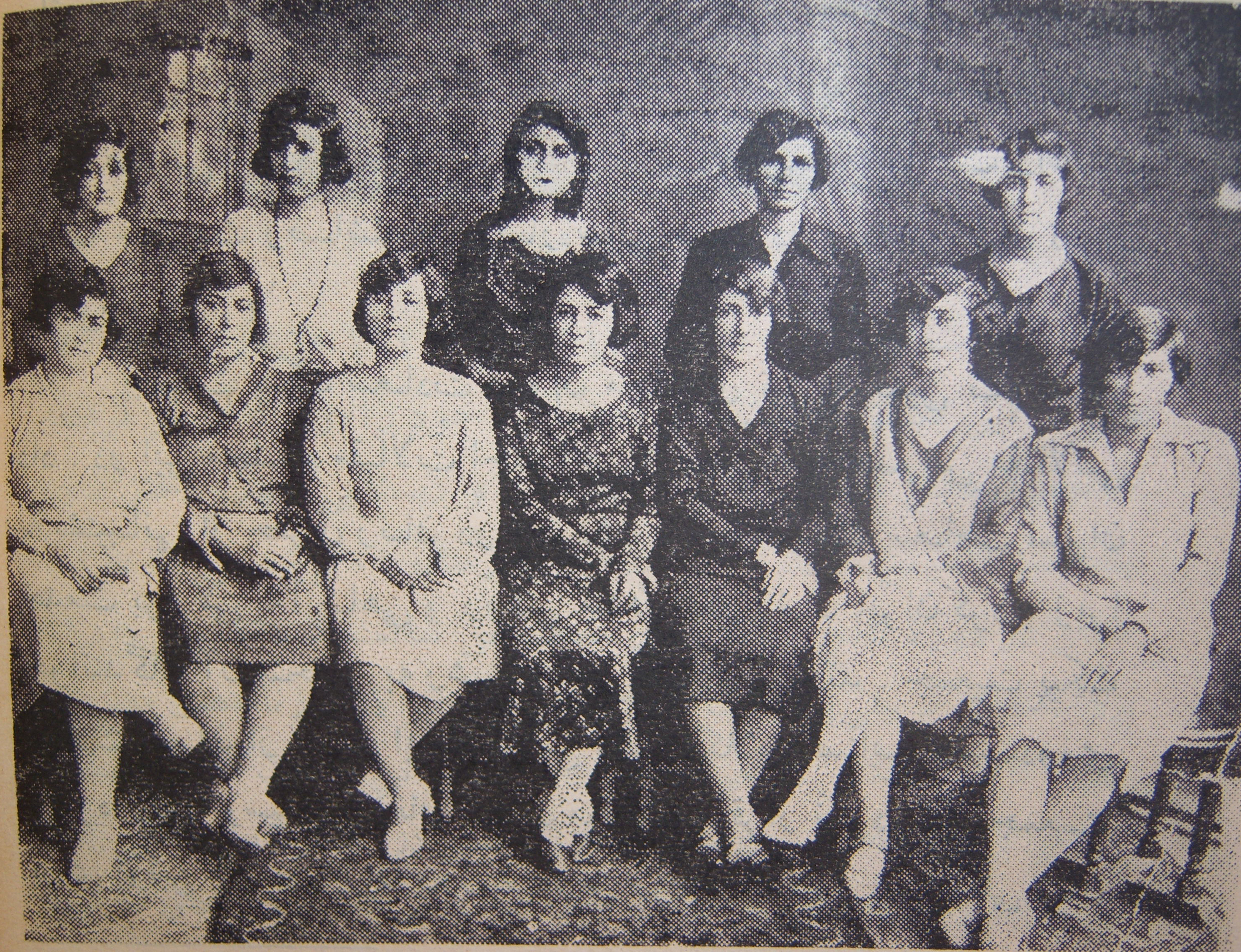
هیئت مدیره " جامعه و نسوان وطن خواه "، یک انجمن حقوق زنان در تهران بود (۱۹۲۳–۱۹۳۳)

جنبش زنان ایران شامل جنبش حقوق زنان و برابری زنان در ایران است. این جنبش اولین بار مدتی پس از انقلاب مشروطه ایران ظهور کرد. اولین ژورنال منتشر شده توسط یک زن در ایران، دانش بود که در سال ۱۹۱۰ آغاز به کار کرد. این جنبش تا سال ۱۹۳۳ ادامه داشت که سرانجام آخرین انجمن زنان توسط دولت رضاشاه منحل شد. این جنبش پس از انقلاب ایران (۱۹۷۹) دوباره اوج گرفت. بین سالهای ۱۹۶۲ و ۱۹۷۸، جنبش زنان ایران پیروزیهای فوق‌العاده ای بدست آورد: زنان در سال ۱۹۶۳ به عنوان بخشی از انقلاب سفید محمدرضا شاه حق رأی را به دست آوردند و مجاز به کاندیداتوری برای مناصب عمومی بودند و در سال ۱۹۷۵ قانون حمایت از خانواده تصویب شد، که به زنان حق طلاق و حق حضانت می‌داد و باعث کاهش تعدد زوجات شد. در سال ۱۹۶۹ زنان حتی شروع به رانندگی کردند و اولین زنی که در ایران با اتومبیل رانندگی کردند آیلین زایر از ایالات متحده بود. پس از انقلاب ۱۹۷۹، قوانین متعددی در باره زنان وضع شد از جمله قانون حجاب اجباری. حقوق زنان از زمان انقلاب اسلامی تاکنون متفاوت بوده‌است. در نوامبر ۲۰۱۶، حدود ۶ درصد اعضای پارلمان ایران زن بودند، در حالی که میانگین جهانی حدود ۲۳ درصد بود.

## آزادی سیاسی
در گزارش سال ۲۰۰۸ سازمان دیده‌بان حقوق بشر از قوانین امنیتی در ایران که اشخاص را برای بیان صلح‌آمیز عقاید سیاسی‌شان سرکوب و مجازات می‌کند، شکایت کرد.